# عسل‌خوار سرخ‌گون
عسل‌خوار سرخ‌گون (نام علمی: Myzomela rubrotincta) گونه‌ای از پرندگان تیرهٔ عسل‌خواران (Meliphagidae) است. در گذشته، زیرگونه‌ای از عسل‌خوار تیره (Myzomela obscura) در نظر گرفته می‌شد، اما در سال ۲۰۲۱ توسط IOC به عنوان گونه‌ای متمایز تقسیم شد. در جزایر اوبی یافت می‌شود. زیستگاه طبیعی آن جنگل‌های جلگه‌ای نمناک نیمه‌گرمسیری یا گرمسیری است.